# Umbrărești-Deal
Umbrărești-Deal – wieś w Rumunii, w okręgu Gałacz, w gminie Umbrărești. W 2011 roku liczyła 2367 mieszkańców.